# 紅旗・明仕
明仕（めいし、Luxury Sedan ）は、第一汽車の高級車ブランド、紅旗のセダンである。

## 概要
アウディ・100をベースとするセダンで、紅旗のエントリーモデルである。エンジンはクライスラーのライセンス生産である1.8L CA4GE型を搭載し、フォルクスワーゲンからライセンス導入された5速マニュアルトランスミッションが組み合わせられる。
なお、このモデルのフロントグリルが変更され、V6 2Lおよび2.4Lエンジンを搭載したモデルは紅旗・世紀星として販売されている。